# Stefania (canción)
«Stefania» (En ucraniano: Стефанія, pronunciado [steˈfɑn⁽ʲ⁾ijɐ]) es una canción de 2022 del grupo ucraniano de folk-rap Kalush Orchestra. La canción representó a Ucrania en el Festival de Eurovisión 2022, después de que la ganadora de Vidbir 2022, Alina Pash, retirara su candidatura tras ser cuestionada como participante legítima. Es la tercera canción cantada íntegramente en ucraniano que representa al país en Eurovisión, pero la segunda que realmente compite en el concurso. Ganó el Festival de Eurovisión 2022 con 631 puntos, convirtiéndose en la primera canción de rap en ganar el concurso.

## Antecedentes
La canción es una oda a las madres, compuesta por el líder de la banda Oleh Psiuk, con el narrador hablando de los buenos recuerdos de su propia madre. La canción habla inicialmente de lo mucho que ha envejecido su madre, invocando un pasado nostálgico. Más tarde, la canción aborda las dificultades de una madre, y el narrador se da cuenta de lo mucho que la madre ha hecho por ellos. Una "canción de cuna", al final de cada verso del rap, devuelve al narrador a cuando su madre cuidaba de ellos.
El mensaje que la banda quiere enviar a todo el mundo dice su líder, es que "Algunas personas pueden ver esta situación como una película de guerra, lo ven como algo que está lejos y que no puede suceder realmente. Pero para nosotros, viendo todo lo que está sucediendo, con explosiones todos los días, con la incertidumbre de no saber si gente que nos importa aún sigue viva… es terrible. Es por eso por lo que nos gustaría instar a todos los que pueden oírnos a que nos ayuden de la manera que puedan".

## Concurso de la Canción de Eurovisión

### Vidbir 2022
«Stefania» fue una de las candidaturas de Vidbir 2022, un concurso musical televisado para determinar el participante de Ucrania en el Festival de Eurovisión 2022. La selección de las candidaturas para Vidbir 2022 se llevó a cabo en tres fases. En la primera, los artistas y compositores tuvieron la oportunidad de presentarse al concurso a través de un formulario de presentación en línea. El 17 de enero de 2022 se anunciaron las 27 candidaturas seleccionadas. La segunda fase consistió en una audición programada en fechas designadas y en la que participaron los veintisiete actos de la lista final. Se seleccionaron ocho actos para avanzar, que se anunciaron el 24 de enero de 2022. La tercera fase fue la final, que tuvo lugar el 12 de febrero de 2022 y en la que participaron los ocho actos que aspiraban a representar a Ucrania en Turín. El ganador se seleccionó mediante una combinación al 50% de los votos del televoto público y de un jurado de expertos compuesto por tres miembros, formado por las ucranianas de 2006 y 2016 Tina Karol y Jamala, junto con el miembro de la junta directiva de Suspilne Yaroslav Lodyhin.
Los artistas y compositores tuvieron la oportunidad de presentar sus candidaturas entre el 14 de diciembre de 2021 y el 10 de enero de 2022. Solo los artistas que no habían actuado en un concierto en Rusia desde 2014 o que no habían entrado en el territorio de Crimea desde 2014 pudieron presentarse al concurso. Un comité de selección, que incluía al productor musical del programa, Mykhailo Koshevy, y al productor de televisión del programa, Oleksiy Honcharenko, revisó las 284 candidaturas, y el 17 de enero de 2022 se anunciaron veintisiete candidaturas que habían sido preseleccionadas. Más tarde se celebraron audiciones en la sede de My Dream Space en Kiev, donde se preseleccionaron ocho candidaturas para competir en la final nacional. El 24 de enero de 2022 se anunciaron las ocho actuaciones seleccionadas para competir. En la final de Vidbir 2022, celebrada el 12 de febrero, Pash se alzó como ganadora, pero finalmente declinó su puesto tras verse envuelta en una polémica por haber infringido la norma que prohibía a los competidores de Vidbir 2022 haber viajado a Rusia o Crimea. En consecuencia, se ofreció a Kalush representar a Ucrania en sustitución de Pash. El 22 de febrero, el grupo aceptó la oferta.

### En Eurovisión
Según las normas de Eurovisión, todos los países, a excepción del país anfitrión y los Big Five (Francia, Alemania, Italia, España y el Reino Unido), deben clasificarse en una de las dos semifinales para poder competir en la final; los diez mejores países de cada semifinal pasan a la final. La Unión Europea de Radiodifusión (UER) dividió a los países competidores en seis grupos diferentes, basándose en los patrones de votación de los concursos anteriores, con países con historiales de votación favorables colocados en el mismo grupo. El 25 de enero de 2022 se celebró un sorteo de asignación que colocó a cada país en una de las dos semifinales, así como en la mitad del espectáculo en la que actuarían. Ucrania fue colocada en la primera semifinal, celebrada el 10 de mayo de 2022, y actuó en la primera mitad del espectáculo. Kalush pasó a la gran final, la cual ganó.

## Listas
| Lista (2022)                                        | Posición más alta |
| --------------------------------------------------- | ----------------- |
| Australia (ARIA)                                    | 27                |
| Austria (Ö3 Austria Top 40)                         | 26                |
| Bélgica (Flandes) (Ultratop 50)                     | 37                |
| Croacia Croatia (Billboard)                         | 6                 |
| República Checa (Singles Digitál Top 100)           | 22                |
| Finlandia (Suomen virallinen lista)                 | 2                 |
| Alemania (Offizielle Deutsche Charts)               | 22                |
| Global 200 (Billboard)                              | 85                |
| Hungría (Single Top 40)                             | 5                 |
| Islandia (Plötutíðindi)                             | 14                |
| Irlanda (IRMA)                                      | 30                |
| Italia (FIMI)                                       | 53                |
| Lituania (AGATA)                                    | 1                 |
| Países Bajos (Dutch Top 40)                         | 38                |
| Países Bajos (Mega Single Top 100)                  | 36                |
| Noruega (VG-lista)                                  | 19                |
| Eslovenia (Singles Digitál Top 100)                 | 27                |
| Suecia (Sverigetopplistan)                          | 7                 |
| Suiza (Schweizer Hitparade)                         | 11                |
| Reino Unido (UK Singles Chart)                      | 38                |
| Ucrania (Tophit)                                    | 1                 |
| Estados Unidos World Digital Song Sales (Billboard) | 2                 |